# (191) Колга
(191) Колга (др.-сканд. Kolga) — довольно большой, но очень тёмный астероид главного пояса, который был открыт 30 сентября 1878 года германо-американским астрономом К. Г. Ф. Петерсом в Клинтоне, США и назван в честь Кулги, дочери демона Эгира в германо-скандинавской мифологии.

Орбита астероида Колга и его положение в Солнечной системе
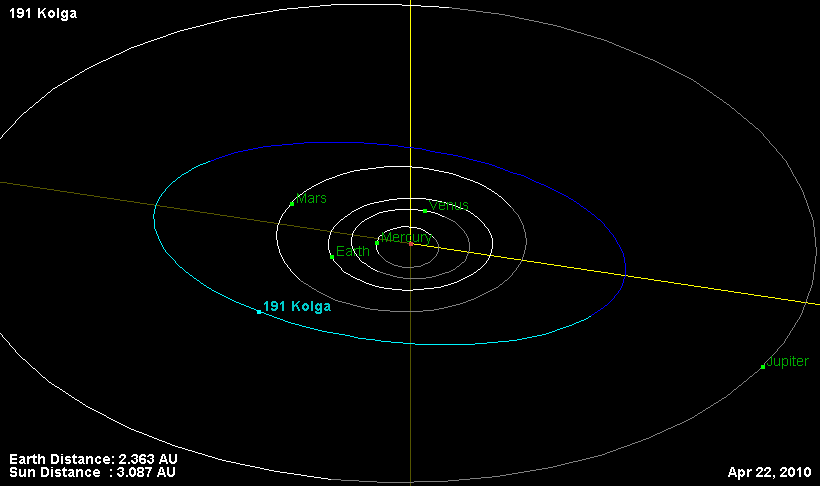
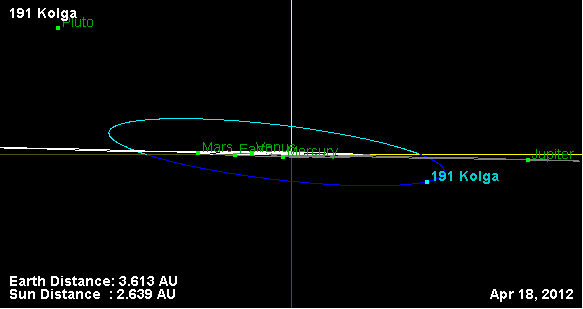